# Svatopluk I
Svatopoluk I de Grote was van 870 tot 871 en van 871 tot 894 heerser over het Groot-Moravische Rijk.
Nadat Rastislav door de Karolingers uit de weg was geruimd, ontstond er een troonstrijd tussen Slavomír en Svatopluk I. De laatste trok aan het langste eind en werd hertog van Moravië.
Svatopluk I maakte handig gebruik van de tweespalt tussen de Duitse keizer en de Roomse pausen om zijn rijk te vergroten en uiteindelijk de titel koning in de wacht te slepen.
Na zijn dood raakte het rijk in een broederstrijd verwikkeld en viel het in handen van de Magyaren.

## 21e eeuw
In Slovakije, dat na de val van het communisme op zoek ging naar een nationaal verhaal, kreeg Svatopluk in 2010 een groot bronzen ruiterstandbeeld voor het Kasteel van Bratislava door toedoen van de regerende SMER. Het opschrift "koning van de oude Slovaken" gaat voorbij aan het feit dat hij geen Slovaak was, noch wellicht een koning.